# Muniz Freire (kommun)
Muniz Freire är en kommun i Brasilien.   Den ligger i delstaten Espírito Santo, i den sydöstra delen av landet, 900 km sydost om huvudstaden Brasília. Antalet invånare är 18 387.
Följande samhällen finns i Muniz Freire:
- Muniz Freire

Omgivningarna runt Muniz Freire är huvudsakligen savann. Runt Muniz Freire är det ganska glesbefolkat, med 22 invånare per kvadratkilometer.